# Tigist Tufa
Tigist Tufa (Etiopía, 26 de enero de 1987) es una deportista etíope, especializada en carreras de fondo. Ganó la prestigiosa maratón de Londres en la edición del año 2015 con un tiempo de 2:23:22. También ha ganado otras importantes maratones como la de Los Ángeles en 2013, o la de Ottawa y Shanghái en 2014.